# جالوت ۱۱۰۰
جالوت ۱۱۰۰ (Goliath ۱۱۰۰) خودرویی است که در سال‌های ۱۹۵۷ تا ۱۹۶۱تولید شده‌است.
طراحی آن خودروهای موتور جلو-محور جلو بوده طول آن در حالت طبیعی ۴٬۰۶۰ میلیمتر (۱۶۰ اینچ) و عرض آن در حالت طبیعی ۱٬۶۲۵ میلیمتر (۶۴٫۰ اینچ) و ارتفاع آن در حالت طبیعی ۱٬۴۵۰ میلیمتر (۵۷ اینچ) است.
موتور آن ۱۰۹۴ سی‌سی سیستم جعبه‌دندهٔ آن ۴ دنده به دو صورت خودکار و دستی است.